# Агбор
Агбор (англ. Agbor) — город на юге Нигерии, на территории штата Дельта. Входит в состав района местного управления Южная Ика.

## Географическое положение
Город находится в северо-восточной части штата, в западной части дельты Нигера, на берегах реки Бенин в её верхнем течении. Абсолютная высота — 144 метра над уровнем моря.
Агбор расположен на расстоянии приблизительно 50 километров к западу от Асабы, административного центра штата и на расстоянии 330 километров к юго-юго-западу (SSW) от Абуджи, столицы страны.

## Население
По данным переписи 1991 года численность населения Агбора составляла 45 820 человек.
Динамика численности населения города по годам:
| 1991   | 2012    |
| ------ | ------- |
| 45 820 | 143 033 |

## Транспорт
Ближайший аэропорт расположен в городе Бенин-Сити.
В 1987 году при Ибрагиме Бабангида началось строительство железной дороги Итакпе — Варри длиной 320 километров. Железная дорога предназначалась для обеспечения поставок железной руды месторождения Итакпе-Хилл на металлургический завод в Аджаокуте и поставки стали на международный рынок через порт Варри Гвинейского залива. В июле 2018 года железная дорога была достроена и стала второй линией европейской колеи в стране после железной дороги Абуджа — Кадуна, сданной в январе 2018 года. Линию запланировано соединить с Центральной магистралью железнодорожной сети. Линия проходит через Адого (Adogo), Аджаокуту, Уроми, Игбанке и Агбор. По состоянию на 2018 год все 12 станций дороги находятся в стадии строительства. Поддерживать работу железной дороги будут 1000 наёмных работников.